# Bothriurus prospicuus
Espèce
Bothriurus prospicuus est une espèce de scorpions de la famille des Bothriuridae.

## Distribution
Cette espèce est endémique d'Argentine. Elle se rencontre dans les provinces de Córdoba et de Buenos Aires.

## Description
Le mâle mesure 35,13 mm et la femelle 37,43 mm.

## Publication originale
- Mello-Leitão, 1934 : Estudo monographico dos escorpiões da República Argentina. Octava Reunión de la Sociedad Argentina de Patología Regional del Norte, Rio de Janeiro, vol. 51, p. 1-97.